# Hemtjärnen (Mörsils socken, Jämtland)
Hemtjärnen är en sjö i Åre kommun i Jämtland och ingår i Indalsälvens huvudavrinningsområde.